# Sports de Glace Annecy
Die Chevaliers du Lac d’Annecy (offizieller Name: Sports de Glace Annecy) sind eine französische Eishockeymannschaft aus Annecy, welche 1972 gegründet wurde und in Saison 2018/19 in der Division 2, der dritthöchsten französischen Eishockeyliga, spielt.

## Geschichte
Sports de Glace Annecy wurde 1972 gegründet. Die Mannschaft nahm regelmäßig am Spielbetrieb der zweitklassigen Division 1 sowie der drittklassigen Division 2 teil. Zuletzt gelang der Mannschaft in der Saison 2011/12 der Gewinn der Drittligameisterschaft und die damit verbundene Rückkehr in die Division 1. 2018 wurde die Mannschaft jedoch nur Letzter in der Division 1 und musste, nachdem sie auch die Relegationsrunde auf dem letzten Platz beendete, erneut in die Division 2 absteigen.

## Erfolge
- Meister der Division 2: 2012

## Bekannte ehemalige Spieler
- Jean-François Bonnard